# Commentarii de bello Gallico
Commentarii rerum in Gallia gestarum (lat. "Commentaren op de gebeurtenissen in Gallië"), beter bekend als (Commentarii) de bello Gallico ("(Commentaren) over de Gallische oorlog") is een werk geschreven door de Romeinse staatsman en strateeg Julius Caesar over zijn verovering van Gallië. Nadat de Romeinse Republiek eerder onder meer tijdens de Punische oorlogen grote gebieden rondom de Middellandse Zee had onderworpen, veroverde deze in zijn nadagen onder Caesar continentale gebieden buiten Italia.

## Situering en inhoud
Zoals elke Romeinse generaal schreef ook Julius Caesar in opdracht van de senaat ambtelijke verslagen over zijn talrijke veldtochten. Het bekendste verslag gaat over de verovering van Gallië (ongeveer 58 v.Chr. tot 50 v.Chr.). Caesar slaagde erin om aan zijn verslagen een eigen typerende stijl te geven. Het volledige verslag bestond uit acht boeken - zij het geen boeken zoals wij ze kennen, maar eerder perkament- of waarschijnlijker nog papyrusrollen. De eerste zeven boeken werden door Caesar zelf geschreven; het achtste boek werd later toegevoegd door Aulus Hirtius, een van Caesars officieren. Caesar gebruikte voor deze boeken de analytische verslaggeving. Elk oorlogsjaar is vastgelegd in één boek.
De Bello Gallico diende meerdere doelen:
- informatie: Caesars tijdgenoten en het nageslacht inlichten over zijn "roemrijke" daden.
- propaganda: Caesar wilde op de vooravond van zijn strijd met Pompeius de openbare opinie in zijn voordeel beïnvloeden.
- apologie: zijn daden in Gallië goedpraten en zichzelf verdedigen tegenover de senaat en zijn politieke tegenstanders.

Het document geldt als een belangrijk bron voor historici, hoewel Caesar er niet voor terugdeinsde feiten te verzwijgen of te verdraaien ter meerdere eer en glorie van zichzelf.
De Bello Gallico is bijna uitsluitend in de derde persoon geschreven, omdat deze verslagen (door iemand anders) werden voorgelezen in de senaat in de hoofdstad Rome.

## Afschrift in Amsterdam
In het Allard Pierson Museum in Amsterdam wordt het oudste middeleeuwse afschrift van de De Bello Gallico bewaard. Het is een manuscript dat in de eerste helft van de negende eeuw geschreven werd door monniken in de abdij van Fleury. Na zeer veel omzwervingen kwam het afschrift in 1650 in bezit van Jan Six. In 1706 werd het verworven door het   Athenaeum Illustre, de voorloper van de Universiteit van Amsterdam. Het wordt ook wel benoemd als de  ‘Codex Amstelodamensis 73’.  Het is het oudste in Amsterdam aanwezige boek.

## Aanvang

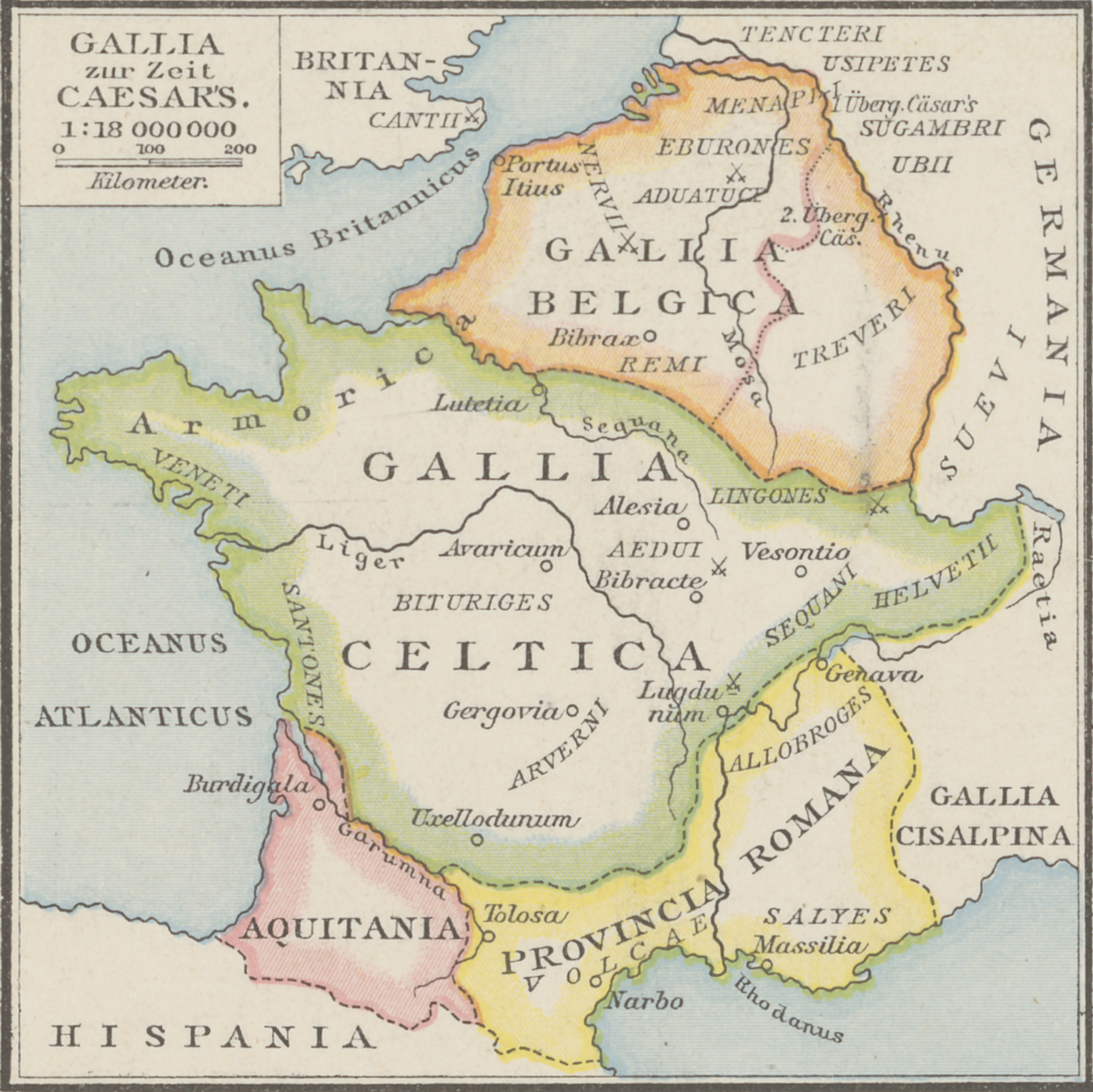
Indeling van Gallië zoals beschreven door Caesar

Het begin van het werk is beroemd. Caesar schreef hier nochtans niet als een kenner van de Gallische cultuur, zijn indeling in "Belgae", "Galli" en "Aquitani" is arbitrair. Niets wijst er op dat er grote verschillen waren tussen deze groepen.
| 1. Gallia est omnis divisa in partes tres, quarum unam incolunt Belgae, aliam Aquitani, tertiam qui ipsorum lingua Celtae, nostra Galli appellantur. 2. Hi omnes lingua, institutis, legibus inter se differunt. Gallos ab Aquitanis Garunna flumen, a Belgis Matrona et Sequana dividit. 3. Horum omnium fortissimi sunt Belgae, propterea quod a cultu atque humanitate provinciae longissime absunt, minimeque ad eos mercatores saepe commeant atque ea quae ad effeminandos animos pertinent important, proximique sunt Germanis, qui trans Rhenum incolunt, quibuscum continenter bellum gerunt. 4. Qua de causa Helvetii quoque reliquos Gallos virtute praecedunt, quod fere cotidianis proeliis cum Germanis contendunt, cum aut suis finibus eos prohibent aut ipsi in eorum finibus bellum gerunt. |  | 1. Gallia is in zijn geheel verdeeld in drie delen. In één daarvan wonen de Belgae, de Aquitani in een ander en in het derde diegenen die in hun eigen taal Celtae genoemd worden en in de onze Galli. 2. Allen verschillen onderling in taal, instellingen en wetten. De Galliërs worden door de rivier de Garunna van de Aquitaniërs en door de Matrona en de Sequana van de Belgae gescheiden. 3. De Belgae zijn de dappersten van allemaal, omdat ze het verst verwijderd zijn van de cultuur en de beschaving van de provincia en er slechts zeer zelden kooplui dingen komen brengen die bijdragen tot de verwekelijking van hun geesten, en omdat ze vlak bij de Germanen leven, die aan de andere kant van de Rijn wonen en met wie ze voortdurend oorlog voeren. 4. Om die reden overtreffen ook de Helvetiërs de overige Galliërs in moed, omdat ze bijna dagelijks strijd voeren met de Germanen. Ze weren hen ofwel van hun eigen grondgebied, of voeren zelf oorlog op het grondgebied van de Germanen. |

## Nederlandse vertalingen
- Gaius Julius Caesar, Oorlog in Gallië & Aulus Hirtius, Aanvulling op Caesars 'Oorlog in Gallië', vert. Vincent Hunink, [1997] 2018. ISBN 9789025309619
- De Gallische oorlog, vert. F.H. van Katwijk-Knapp, 1971 (herdrukt tot 1987)
- De Gallische oorlog, vert. J.J.A.L. Humblé, 1948 (herdrukt tot 1978)
- Memoires van den Gallischen Oorlog, vert. J.J.Doesburg, 1895

## Uitgaven en vertalingen
- The Landmark Julius Caesar. The Gallic Wars and the Civil War, Engelse vertaling van Kurt A. Raaflaub en Robert B. Strassler, 2017. ISBN 9780307377869
- C. Julius Caesaris Belli Gallici Libri VII en Commentaar op C. Julius Caesaris Belli Gallici Libri VII, eds. J.J.E. Hondius en J.A. Schuursma, 2 dln., Noordhoff, Groningen, 1970-1967
- C. Iuli Caesaris commentarii, vol. 1, Commentarii Belli Gallici, eds. Alfred Klotz en W. Trillitzsch, Leipzig, 1957